# 포르퇴우스투코투코
포르퇴우스투코투코(Ctenomys porteousi)는 투코투코과에 속하는 설치류의 일종이다. 아르헨티나의 토착종이다. 일반명과 학명은 아르헨티나에서 땅 소유자였던 중령 존 제임스 포르퇴우스(John James Porteous, 1857–1948)와 그의 사촌 돈 세실 존 몬테규 포르퇴우스(Don Cecil John Montague Porteous, 1884–1953)의 이름에서 유래했다.